# 赫雷霍里·加拉甘
赫雷霍里·帕夫洛维奇·加拉甘（羅馬化：Hryhorii Pavlovych Galagan），烏克蘭社會活動家、民族主義者、慈善家、波爾塔瓦省和切爾尼戈夫省的大地主、加拉甘家族代表。